# Ghiacciaio Jones
Il ghiacciaio Jones è un ghiacciaio lungo circa 11 km e largo 9, situato sulla costa Pravda, nella Terra di Guglielmo II, in Antartide. In particolare, il ghiacciaio scorre verso nord a partire dall'altopiano antartico fino a entrare in mare nella parte orientale della baia di Posadowsky, poco a est di punta Krause.

## Storia
Il ghiacciaio Jones è stato scoperto grazie a fotografie scattate durante ricognizioni aeree effettuate nel corso dell'Operazione Highjump, condotta dalla marina militare statunitense nel 1946-47, ed è stato così battezzato dal Comitato consultivo dei nomi antartici in onore di Teddy E. Jones, un cartografo della riserva natale statunitense, che prese parte a diverse squadre dell'Operazione Windmill che realizzarono stazioni di controllo astronomico lungo la costa Pravda, la costa di Knox e la costa di Budd nel periodo 1947-48.